# Системи найменувань чисел
| коротка шкала довга шкала | обидві шкали інші системи |

Використання систем найменування чисел у світі:

Система найменувань чисел — спосіб найменувань чисел, що є степенями десяти. Існує довга й коротка система найменувань чисел. В Європі використовують переважно довгу систему найменувань, в Америці — коротку. Схожість назв для позначення різних чисел зберігається завдяки спільній етимології. 
Довга система (шкала) є еквівалентом французького терміна échelle longue. В ній більйон — це мільйон мільйонів (1012), а трильйон — мільйон мільярдів (1018) тощо.
В короткій системі (шкалі) (échelle courte) більйон означає тисячу мільйонів, а трильйон — тисячу мільярдів (тобто кожен розряд домножується на 103, а не на 106 як у довгій системі).
| Порядок | Значення | К-сть нулів | Коротка шкала     | Коротка шкала   | Довга шкала                        | Довга шкала     | Префікс |
| Порядок | Значення | К-сть нулів | Назва             | Логіка побудови | Назва                              | Логіка побудови | Префікс |
| ------- | -------- | ----------- | ----------------- | --------------- | ---------------------------------- | --------------- | ------- |
| 0       | 100      | 0           | один              | 10001 + (-1)    | один                               | 1 000 0000      |         |
| 1       | 103      | 3           | тисяча            | 10001 + 0       | тисяча                             | 1 000 0000,5    | кіло-   |
| 2       | 106      | 6           | мільйон           | 10001 + 1       | мільйон                            | 1 000 0001,0    | мега-   |
| 3       | 109      | 9           | більйон (мільярд) | 10001 + 2       | мільярд (тисяча мільйонів)         | 1 000 0001,5    | гіга-   |
| 4       | 1012     | 12          | трильйон          | 10001 + 3       | більйон                            | 1 000 0002,0    | тера-   |
| 5       | 1015     | 15          | квадрильйон       | 10001 + 4       | більярд (тисяча більйонів)         | 1 000 0002,5    | пета-   |
| 6       | 1018     | 18          | квінтильйон       | 10001 + 5       | трильйон                           | 1 000 0003,0    | екса-   |
| 7       | 1021     | 21          | секстильйон       | 10001 + 6       | трильярд (тисяча трильйонів)       | 1 000 0003,5    | зета-   |
| 8       | 1024     | 24          | септильйон        | 10001 + 7       | квадрильйон                        | 1 000 0004,0    | йота-   |
| 9       | 1027     | 27          | октильйон         | 10001 + 8       | квадрильярд (тисяча квадрильйонів) | 1 000 0004,5    |         |
| 10      | 1030     | 30          | нонільйон         | 10001 + 9       | квінтильйон                        | 1 000 0005,0    |         |
| 11      | 1033     | 33          | децильйон         | 10001 + 10      | квінтильярд (тисяча квінтильйонів) | 1 000 0005,5    |         |
| 12      | 1036     | 36          | ундецильйон       | 10001 + 11      | секстильйон                        | 1 000 0006,0    |         |
| 13      | 1039     | 39          | дуодецильйон      | 10001 + 12      | секстильярд (тисяча секстильйонів) | 1 000 0006,5    |         |
| 14      | 1042     | 42          | тредецильйон      | 10001 + 13      | септильйон                         | 1 000 0007,0    |         |
| 15      | 1045     | 45          | кваттуордецильйон | 10001 + 14      | септильярд (тисяча септильйонів)   | 1 000 0007,5    |         |
| 16      | 1048     | 48          | квіндецильйон     | 10001 + 15      | октильйон                          | 1 000 0008,0    |         |
| 17      | 1051     | 51          | сексдецильйон     | 10001 + 16      | октильярд (тисяча октильйонів)     | 1 000 0008,5    |         |
| 18      | 1054     | 54          | септендецильйон   | 10001 + 17      | нонільйон                          | 1 000 0009,0    |         |
| 19      | 1057     | 57          | октодецильйон     | 10001 + 18      | нонильярд (тисяча нонільйонів)     | 1 000 0009,5    |         |
| 20      | 1060     | 60          | новемдецильйон    | 10001 + 19      | децильйон                          | 1 000 00010,0   |         |
| 21      | 1063     | 63          | вігінтильйон      | 10001 + 20      | децильярд (тисяча децільйонів)     | 1 000 00010,5   |         |
| 22      | 1066     | 66          | унвігінтильйон    | 10001 + 21      |                                    |                 |         |

Тисяча й мільйон є однаковими для обох систем. 
Далі, назви розрядів зберігаються, але в різних випадках множаться на 1000, чи на 1000000.
В Україні використовується коротка система, проте більйон прийнято називати мільярдом.

## Винятки
Окрім вище вказаних, є й інші системи. В мовах деяких країн — східної та південної Азії, наприклад, — системи найменувань великих чисел є зовсім іншими.